# Torre de mando
La torre de mando es una plataforma elevada sobre un buque de guerra o un submarino, frecuentemente blindada, desde la cual un oficial puede gobernar el navío, indicando direcciones al timonel. Generalmente está situada a una altura desde la cual el equipo de mando tiene buena visibilidad de todo el buque, las condiciones del océano y otros navíos.

## Buques de superficie

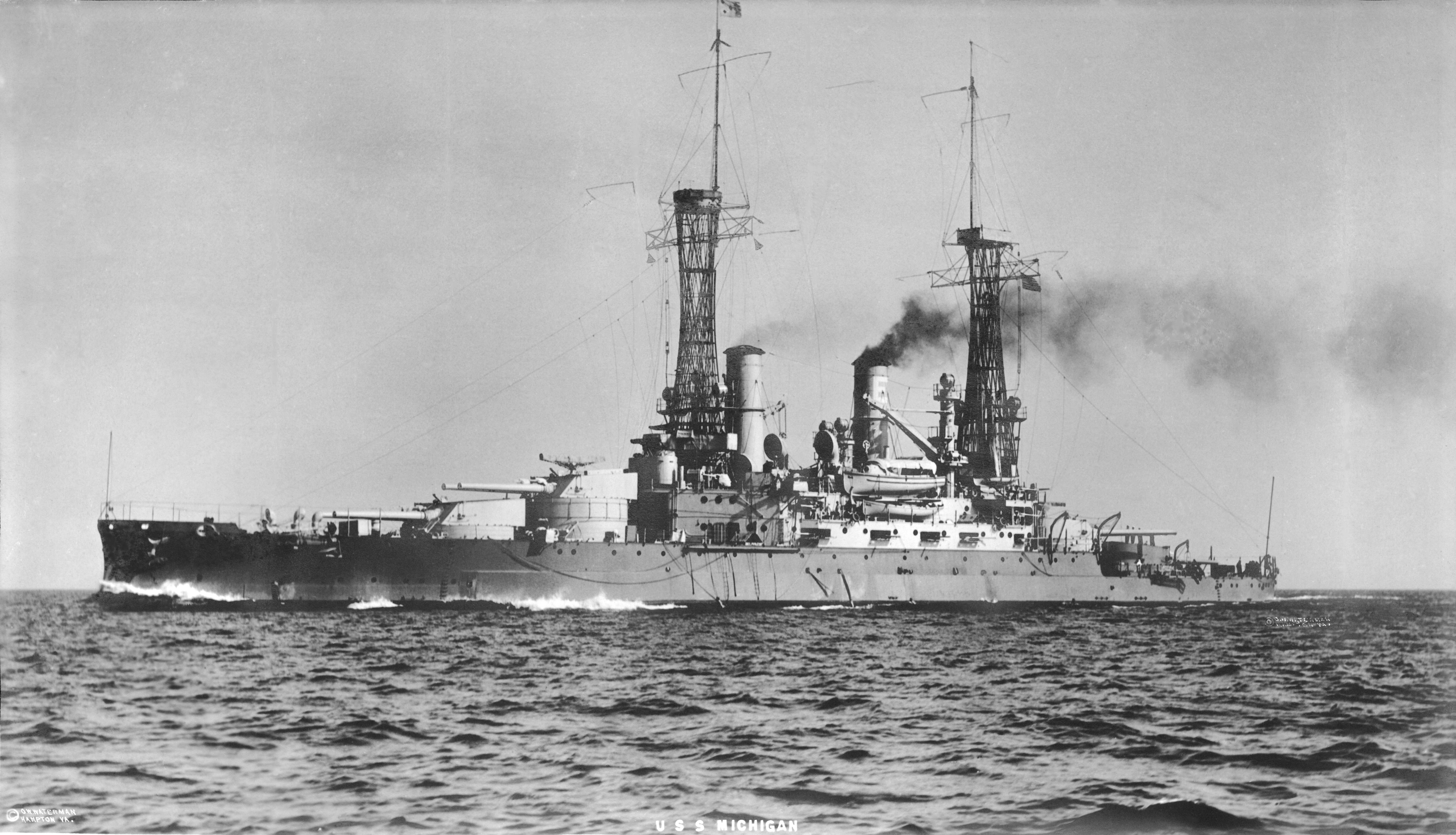
El USS Michigan, con su torre de mando visible detrás de la segunda torreta de proa. Sobre la torre de mando hay un telémetro estereoscópico.

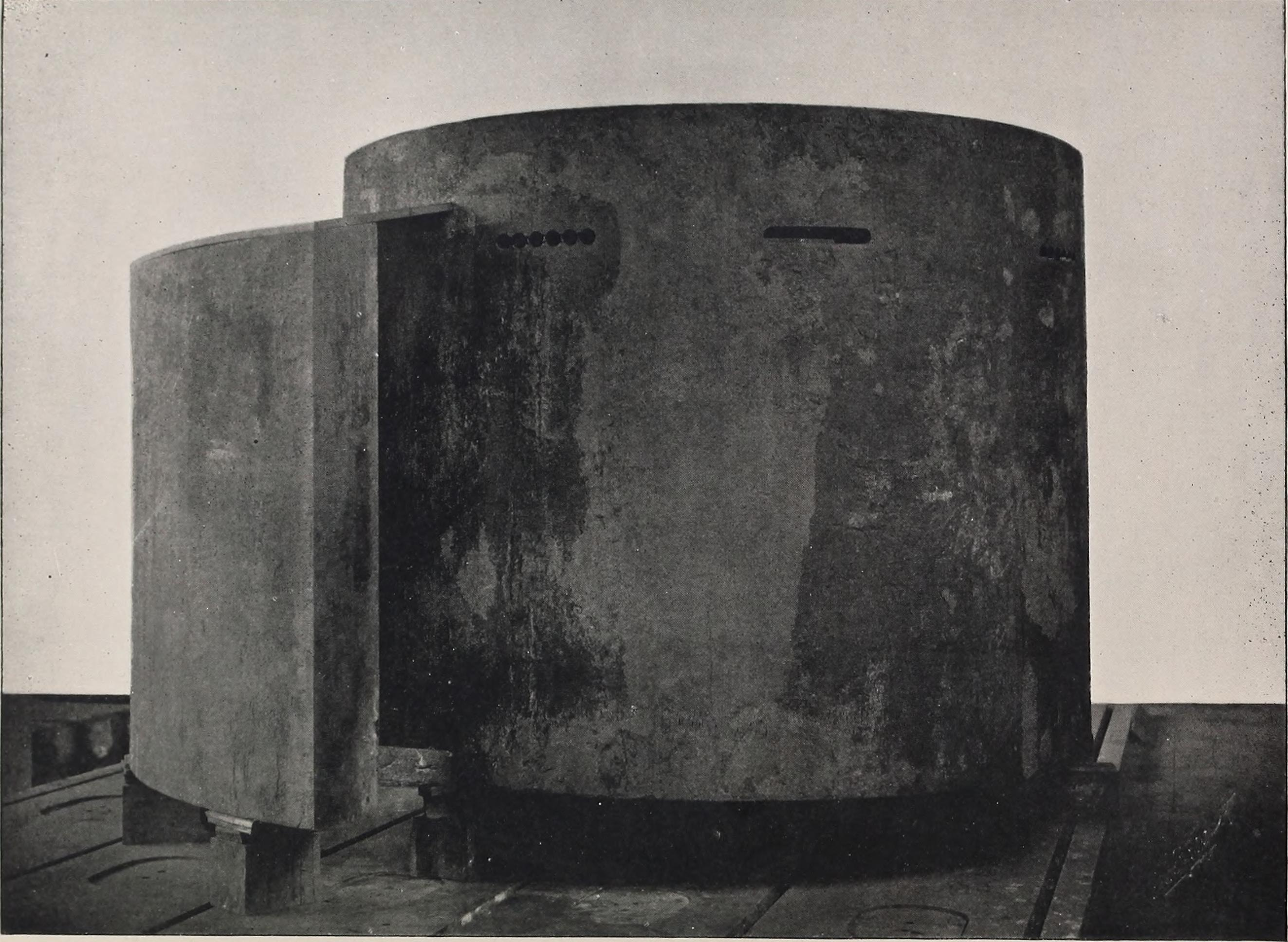
Instalación del blindaje de la torre de mando del USS Massachusetts durante su construcción.

En los buques de superficie, la torre de mando fue una característica de todos los acorazados y cruceros acorazados desde alrededor de 1860 hasta los primeros años de la Segunda Guerra Mundial. Situada sobre el extremo delantero de la superestructura, la torre de mando era un cilindro con grueso blindaje y pequeños visores en sus tres lados que le ofrecían un razonable campo de visión. Diseñada para proteger al suficiente personal y equipos de navegación durante las batallas, su interior era estrecho y sencillo, con poco más que telégrafos, tubos acústicos o teléfonos, y acaso una rueda de timón. Excepto durante las batallas, el buque era gobernado desde el puente de mando.
Los franceses emplearon torres de mando a bordo de sus baterías flotantes en la Batalla de Kinburn. Después fueron instaladas a bordo del La Gloire, el primer ironclad francés. La primera torre de mando británica fue instalada a bordo del HMS Warrior, con un blindaje de 76,2 mm de espesor.
En la Royal Navy, la torre de mando se convirtió en una enorme estructura que alcanzaba pesos de cientos de toneladas en los cruceros de batalla Clase Admiral (tales como el HMS Hood), formando parte de una enorme ciudadela (superestructura) con grueso blindaje en los acorazados Clase Nelson de mediados de la década de 1920, que tenía un espesor de más de 305 mm. Los acorazados Clase King George V, en comparación con los Clase Nelson, tenían un blindaje más ligero en sus torres de mando, con 110 mm de espesor a los lados, 76,2 mm de espesor adelante y atrás, y 51 mm de espesor en el techo y la cubierta. Los análisis de la Royal Navy sobre el combate de la Primera Guerra Mundial revelaron que los oficiales eran poco dados a utilizar una torre de mando blindada, prefiriendo la superior visibilidad del puente de mando sin blindaje. A los acorazados más viejos de la Royal Navy que fueron reconstruidos con nuevas superestructuras, se les retiró sus torres de mando gruesamente blindadas y fueron reemplazadas con estructuras más ligeras. Estas nuevas torres de mando también fueron situadas a mayor altura en el buque, para una visibilidad superior. No hay evidencia que los capitanes de la Royal Navy emplearon las torres de mando en aquellos buques que las tenían durante la Segunda Guerra Mundial, por ejemplo, con el Capitán Kerr y el Almirante Holland gobernando al Hood en la batalla del Estrecho de Dinamarca desde el puente de mando. Incluso en la Armada de los Estados Unidos, los capitanes de acorazados y almirantes preferían utilizar el puente de mando sin blindaje durante una batalla.
La Armada estadounidense tenía opiniones mezcladas sobre la torre de mando, apuntando que su peso, en lo alto del centro de gravedad del buque, no contribuía directamente a su habilidad combativa. Desde finales de la década de 1930, cuando el radar sobrepasaba al avistamiento como el principal método para detectar otros buques, los acorazados empezaron a reducir o eliminar sus torres de mando. La Batalla naval de Guadalcanal retrasó brevemente esta tendencia durante la Segunda Guerra Mundial: cuando el crucero de batalla japonés Kirishima impactó la superestructura del acorazado USS South Dakota, muchos tripulantes resultaron muertos o heridos, aunque el Almirante Lee y el Capitán Davis del USS Washington rehusaron utilizar la torre de mando blindada durante la batalla. Rápidamente se retiraron las pesadas torres de mando de los acorazados USS Pennsylvania, USS Tennessee, USS California y USS West Virginia durante sus reconstrucciones después del ataque a Pearl Harbor, siendo reemplazadas por ligeras torres de mando similares a las empleadas a bordo de cruceros.
Al final de la Segunda Guerra Mundial, los buques de guerra estadounidenses fueron diseñados con puentes de mando que rodeaban las torres de mando blindadas. En los acorazados Clase Iowa, la torre de mando es una estructura blindada cuadrangular con visores que está situada en el centro del puente de mando, que abarca desde la cubierta 03 hasta la cubierta 05.
Con el declive de los acorazados después de la Segunda Guerra Mundial, junto al desarrollo de misiles antibuque y armas nucleares durante la Guerra Fría, los buques de guerra modernos ya no están equipados con torres de mando.

## Submarinos

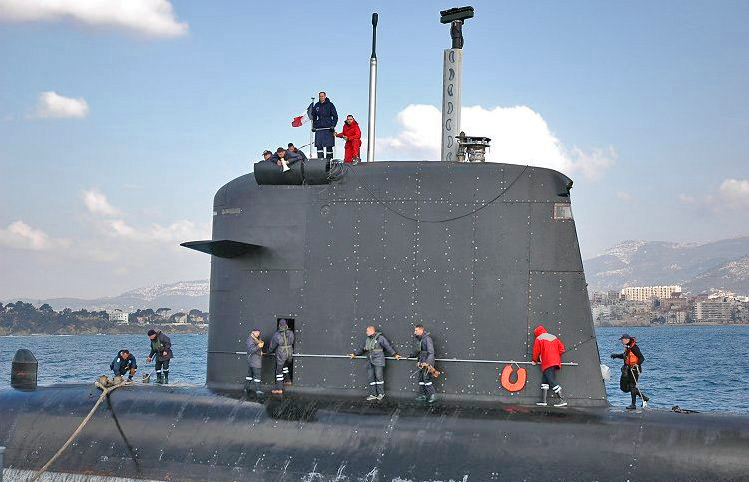
Vela del submarino francés Casabianca.

La torre de mando de un submarino era un pequeño compartimiento estanco dentro de su vela, equipado con instrumentos y mandos, desde el cual podía emplearse el periscopio para dirigir el submarino y lanzar torpedos. No debe confundirse con el cuarto de mando del submarino, que está debajo suyo en el casco de presión principal; o con el puente, una pequeña plataforma expuesta en la parte superior de la vela.
Como las mejoras tecnológicas permitieron la fabricación de periscopios más largos, se hizo innecesario elevar la estación de mando sobre el casco de presión principal. El USS Triton fue el último submarino estadounidense en tener una torre de mando. El casco de presión adicional de la torre de mando fue eliminado y sus funciones se agregaron a las del centro de mando y control. Por lo que es incorrecto llamar torre de mando a la vela de un submarino moderno.